# Тиховодовский
Тиховодовский — опустевший починок в составе Горевского сельсовета в Уренском районе Нижегородской области.

## География
Находится на расстоянии менее 9 километров по прямой на север от районного центра города Урень.

## История
Починок основан в 1912 году переселенцами из деревни Каменное Вязовской округи. В советский период работали колхозы им. Сталина и им. Свердлова. В 1978 году ещё было 9 хозяйств и 19 жителей. Последний житель выехал из починка в конце 1990-х годов. В 1924 году учтено 17 хозяйств и 75 жителей.

## Население
Постоянное население не было учтено как в 2002 году, так и в 2010.